# Stena Line

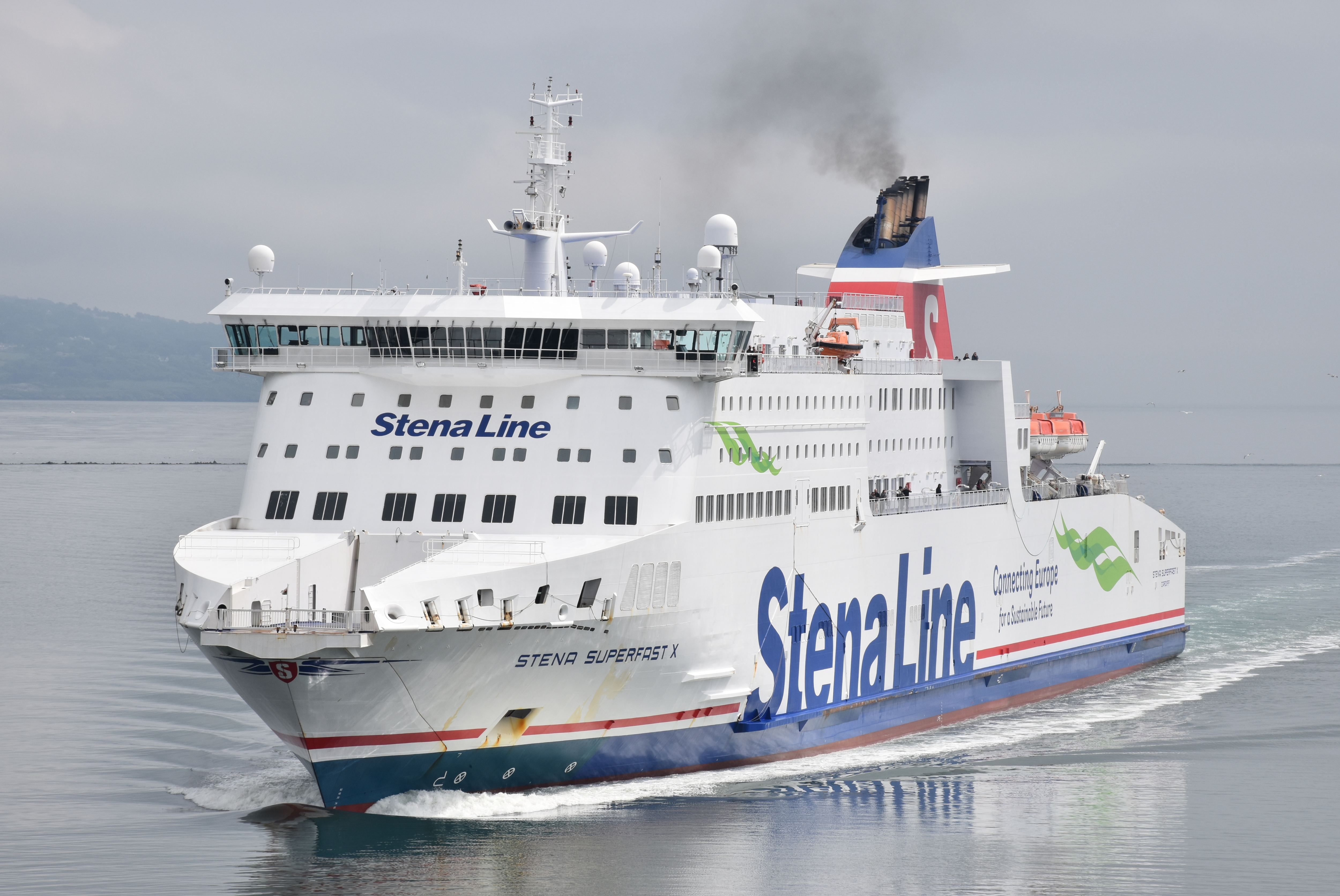
Stena Superfast X aankomst Dublin

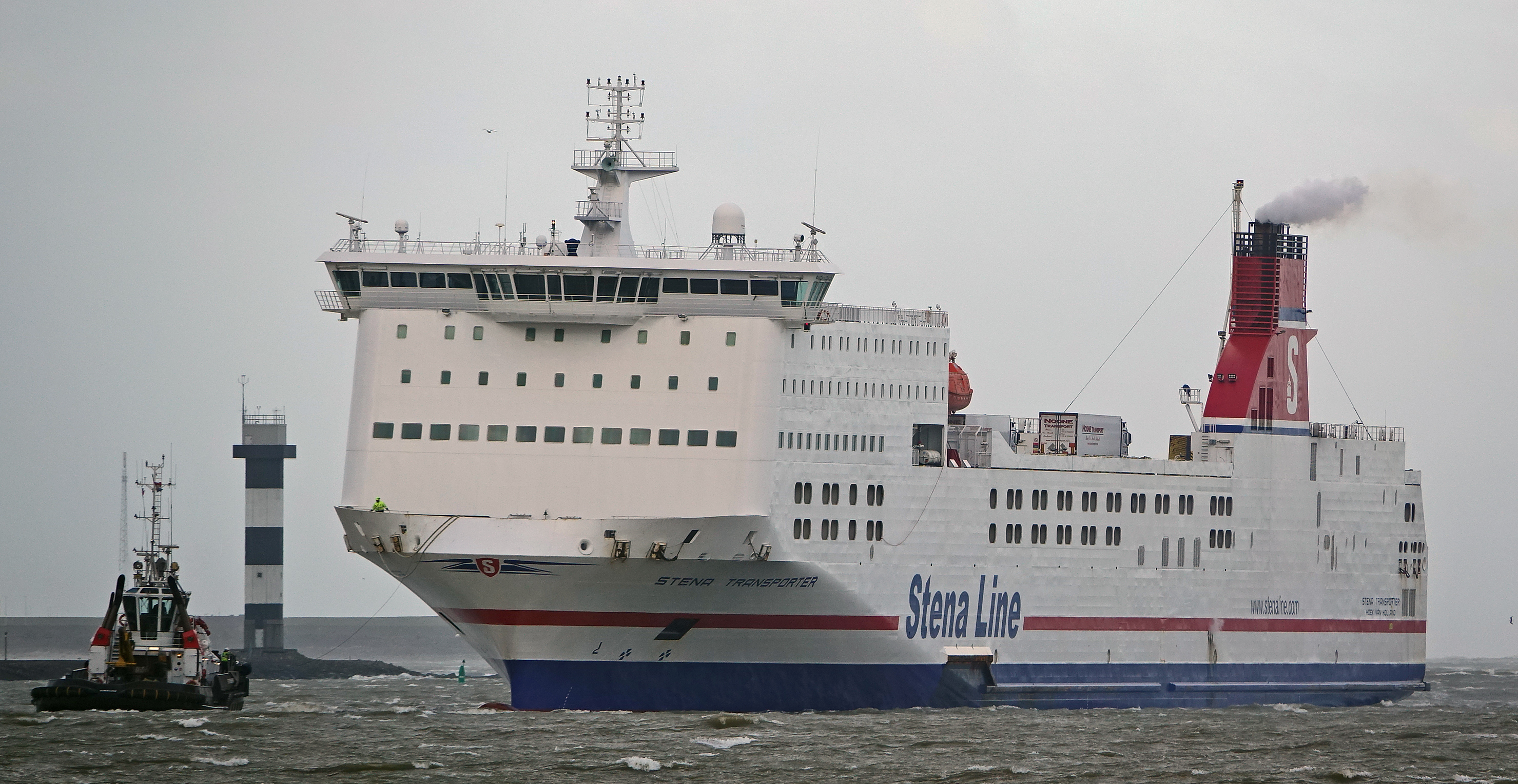
Vrachtschip Stena Transporter

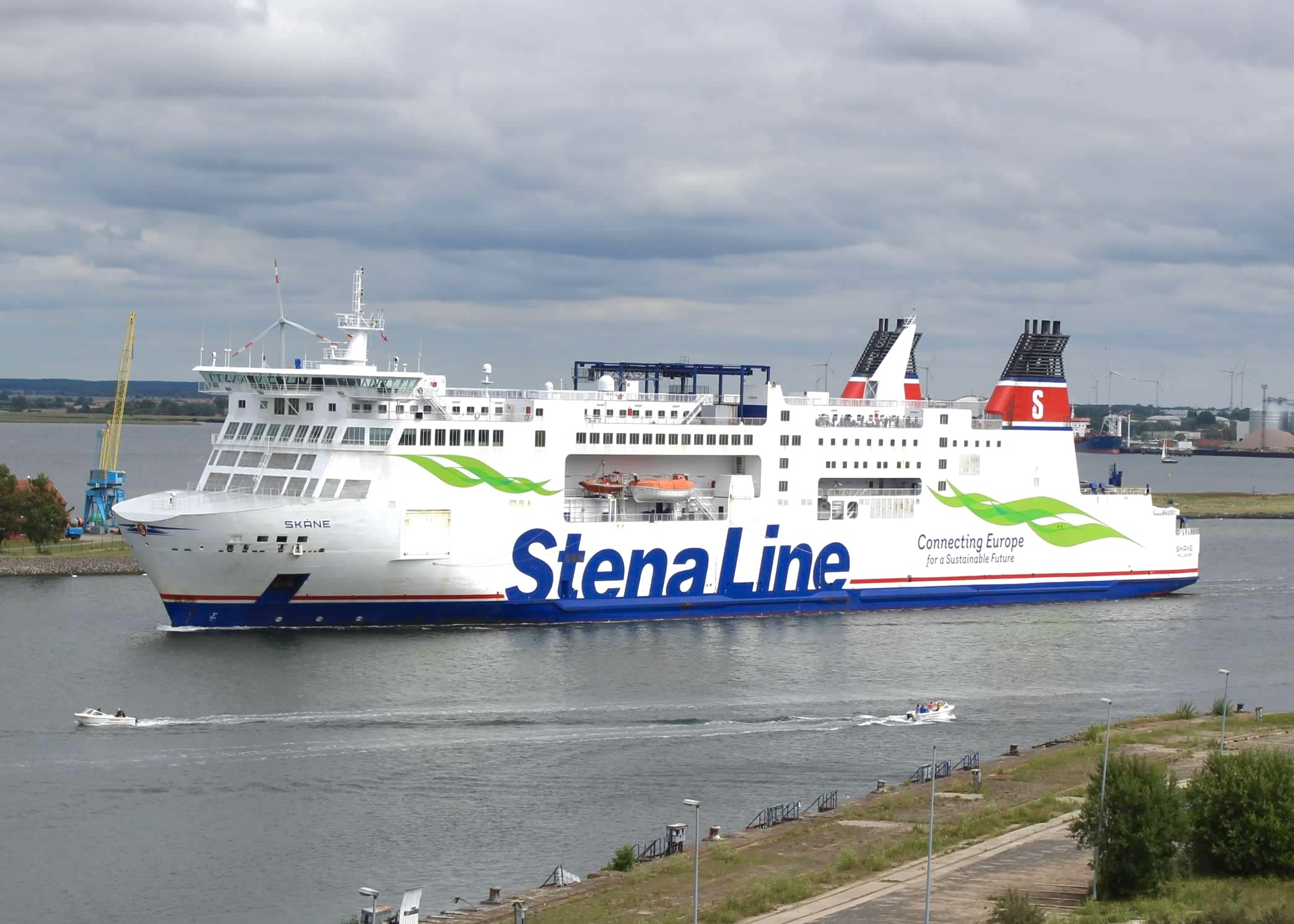
MS Skåne

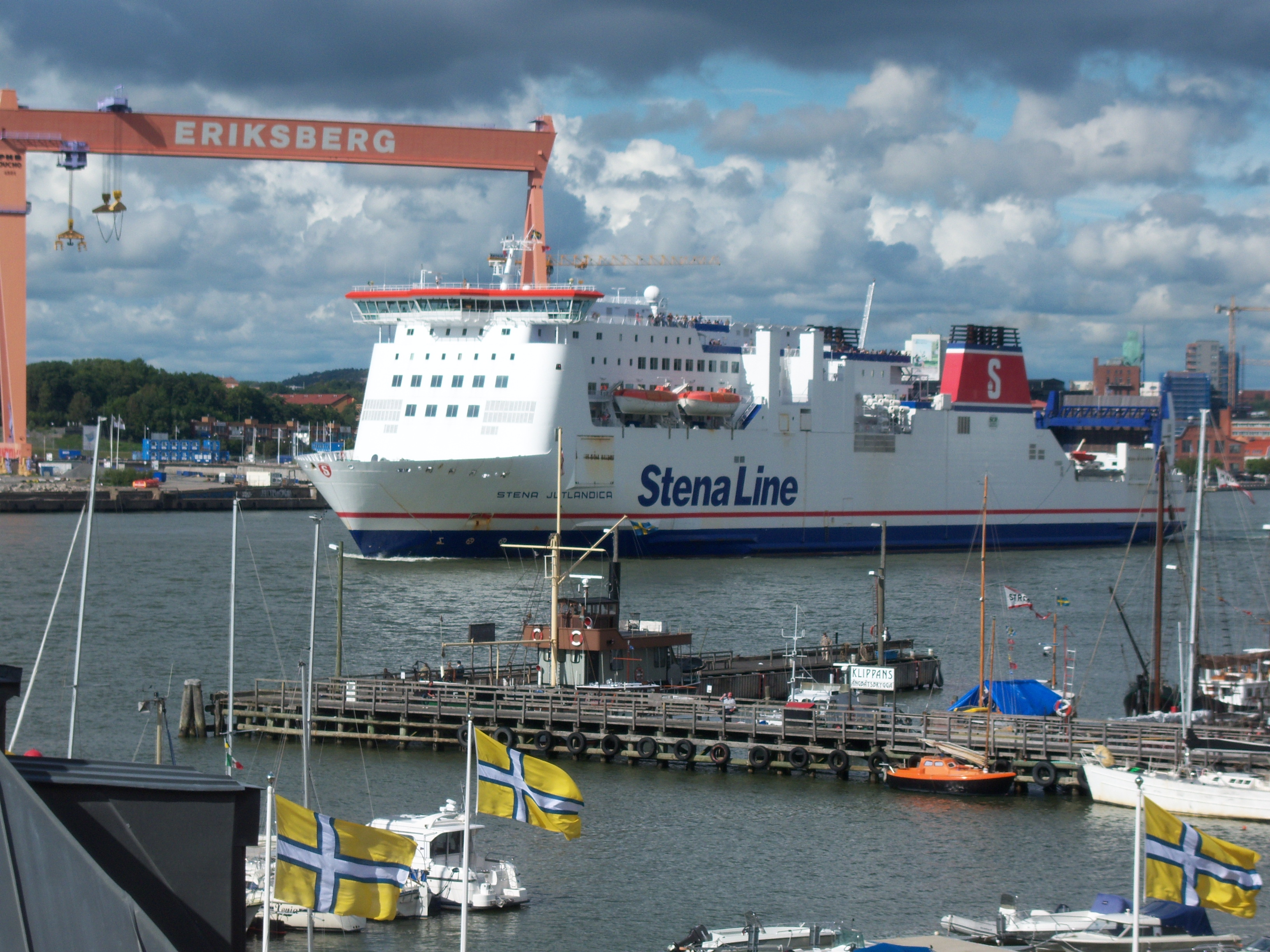
Stena Jutlandica bij vertrek uit Göteborg

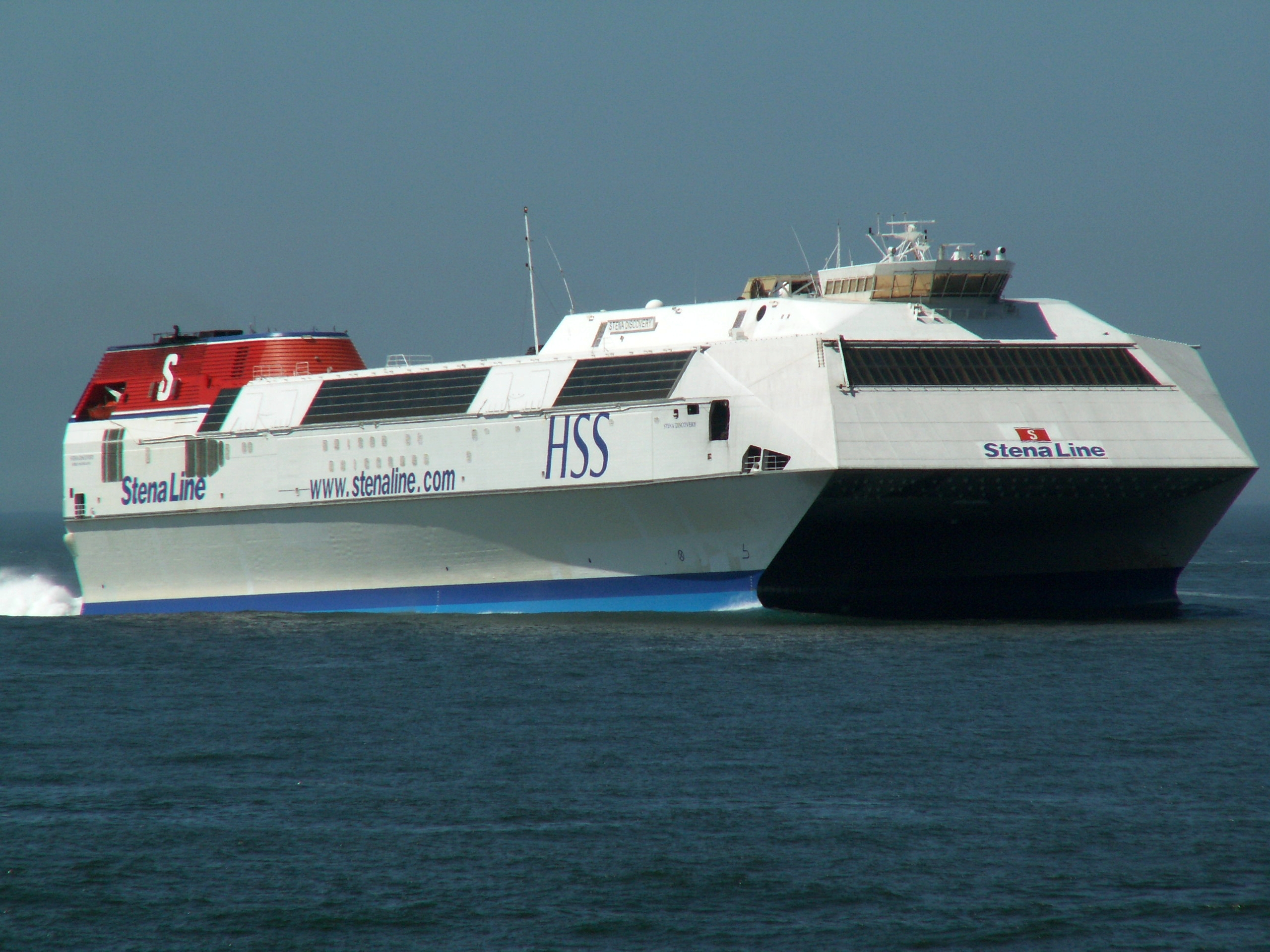
HSS-hogesnelheidsferry Stena Discovery

Stena Line is een Noord-Europese rederij die diverse roroveerdiensten exploiteert. Stena Line heeft een vloot van 40 vaartuigen en een uitgebreid routenetwerk in Europa, dat bestaat uit 20 ferryroutes verdeeld over de geografische markten Scandinavië, Ierse Zee en Noordzee. Het bedrijf is in 1962 opgericht door de Zweed Sten Allan Olsson toen hij de verbinding Skagen–Göteborg overnam. Stena Line is een belangrijk bedrijfsonderdeel van Stena AB, een familiebedrijf dat onder meer actief is in de tankvaart en offshore-industrie.

## Geschiedenis
In 1946 kocht Sten Allan Olsson zijn eerste schip. In 1962 richtte hij Stena Line werd op met het hoofdkantoor in Göteborg. Stena Line begon de eerste veerdienst tussen Zweden en Denemarken. Vijf jaar later werd Kiel als bestemming toegevoegd.
Stena Line is groot geworden door enerzijds nieuwe routes te openen, en anderzijds andere rederijen over te nemen. Rederijen die in het verleden door Stena Line werden overgenomen zijn:
- Stoomvaart Maatschappij Zeeland ("Crown Line")
- Sealink British Ferries
- Sessan Line
- Lion Ferry
- Scandlines AB (de Zweedse tak van Scandlines).

In 1989 werd touroperator Buro Scanbrit (voorheen Buro Scandinavia & Buro Britain) overgenomen door Stena Line. In 1996 kwam de eerste snelle veerboot gemaakt van aluminium in de vaart. De introductie van deze snelle veerschepen was mede ingegeven door het wegvallen van belastingvrije verkopen hetgeen een belangrijke reden was om met Stena te varen.
In 1998 is Stena Line een joint venture met concurrent P&O Ferries aangegaan voor de exploitatie van veerdiensten van en naar Dover. De onderneming was voor 60% eigendom van P&O en 40% van Stena. In 2002 is Stena Line door P&O uitgekocht, P&O betaalde £ 150 miljoen voor het minderheidsbelang.
In 2010 kwamen de grootste veerschepen in de vaart, de Stena Hollandica en Stena Britannica werden ingezet in het vaargebied van de Noordzee. De zusterschepen zijn 62.000 ton groot en hebben een capaciteit voor 1200 passagiers en 230 voertuigen. In 2012 verkreeg de maatschappij vijf nieuwe veerdiensten tussen Zweden en Duitsland van en naar Letland, dit was een belangrijke uitbreiding van de activiteiten in de Oostzee.
In april 2024 tekende Stena Line een overeenkomst om een aandelenbelang van 49% te kopen in Africa Morocco Link (AML). Het hoofdkantoor van AML staat in Tanger en de rederij onderhoudt veerdiensten tussen Marokko en Spanje.

## Verbindingen
De rederij heeft 20 routes en hier varen 40 schepen. Per jaar zijn er ruim 30.000 afvaarten. Er werken zo'n 6100 mensen bij het bedrijf en de jaaromzet is ongeveer 19 miljard Zweedse kronen.
Stena Line vervoert zo'n 6,5 miljoen passagiers, 1,8 miljoen personenwagen en 2,1 miljoen vrachteenheden. Het bedrijf exploiteert veerdiensten in de Noordzee, Ierse Zee, Oostzee en de Middellandse Zee.

### Routes en vloot
Verdeeld naar vaargebied:
- Noordzee
  - Hoek van Holland – Harwich: Stena Hollandica, Stena Britannica.
  - Hoek van Holland – Killingholme: Stena Transit, Stena Transporter
  - Rotterdam – Harwich: Somerset, Stena Forerunner
  - Rotterdam – Killingholm: POL Maris, Hatche

- Ierse Zee
  - Belfast – Cairnryan: Stena Superfast VII, Stena Superfast VIII
  - Belfast – Heysham: Stena Hibernia, Stena Scotia, Seatruck Panorama
  - Belfast – Liverpool: Stena Edda, Stena Embla, Stena Foreteller
  - Dublin Port – Birkenhead (Liverpool): Stena Horizon
  - Dublin Port – Holyhead: Stena Adventurer, Stena Estrid
  - Cherbourg – Rosslare Harbour: Stena Horizon, Seatruck Panorama
  - Fishguard – Rosslare Harbour: Stena Europe

- Oostzee
  - Frederikshavn – Göteborg: Stena Jutlandica, Stena Danica, Stena Vinga
  - Kiel – Göteborg: Stena Germanica, Stena Scandinavica
  - Grena – Halmstad: Stena Nautica
  - Gdynia – Karlskrona: Stena Spirit, Stena Vision, Stena Nordica, Stena Estelle, Stena Ebba
  - Rostock – Trelleborg: Mecklenburg-Vorpommern, Skåne
  - Nynäshamn – Ventspils: Stena Baltica, Stena Scandica
  - Liepaja – Travemünde: Stena Livia, Stena Flavia

- Middellandse Zee:
  - Tanger Med – Algeciras
  - Tanger Ville – Tarifa

Voor Nederland zijn de volgende twee routes van groot belang:

Hoek van Holland - Harwich
Hier varen de Stena Hollandica en Stena Britannica elk eens per etmaal heen en weer, de ene overdag naar Engeland en 's nachts terug, de ander omgekeerd. De reisduur is 7 uur en 30 minuten.
In 1989 nam Stena Line de voormalige Stoomvaart Maatschappij Zeeland (op dat moment genaamd "Crown Line") over, samen met het schip Koningin Beatrix. Een jaar lang voer Stena Line samen met Sealink British Ferries op de route Hoek van Holland-Harwich, totdat zij in 1990 Sealink British Ferries overnam. In 1991 werd het voormalige Sealink-schip vervangen door de Stena Britannica, die in 1994 op haar beurt weer door de Stena Europe werd vervangen, een zusterschip van het voormalige Sealink-schip St. Nicholas.
Tussen 2 juni 1997 en 8 januari 2007 onderhield Stena Line de passagiersdienst tussen Hoek van Holland en Harwich met de hogesnelheidsferry (HSS) Stena Discovery, een uit aluminium vervaardigde catamaran. Deze maakte met een snelheid van 75 km/uur viermaal per dag de overtocht in drie uur en veertig minuten. Hierbij verbruikte het schip 180.000 liter dieselolie, wat als gevolg van de stijgende brandstofkosten niet meer rendabel was.
Behalve de passagiersschepen hebben speciale vrachtferry's op de route gevaren, die in 2001 werden vervangen door de ropax-schepen Stena Britannica en Stena Hollandica. De Stena Britannica werd in 2003 vervangen door een nog grotere Stena Britannica.
Na het vertrek van de Stena Discovery hebben deze twee schepen de dienst als gecombineerde passagiers/vrachtverbinding overgenomen, waartoe ze voor 100 miljoen euro met respectievelijk 52 en 28 meter tot 240 meter bij toerbeurt werden verlengd. De vrachtferry Stena Trader nam de dienst van het schip dat werd verbouwd tijdelijk waar.
In november 2006 plaatste Stena Line bij de voormalige Aker Yards, later STX Europe in Duitsland een bestelling voor twee nieuwe schepen, de grootste in de vloot. Deze schepen werden in 2010 in gebruik genomen op de route Hoek van Holland - Harwich en vervingen daarmee de twee schepen die tijdelijk op deze route de dienst hadden overgenomen van de Stena Discovery en vervolgens werden ingezet op de route Kiel-Göteborg. De namen Stena Hollandica en Stena Britannica werden overgenomen op de nieuwe schepen.
De oude schepen die op de route Kiel-Göteborg voeren (de Stena Germanica en Stena Scandinavica) werden overgeplaatst naar de route Gdynia-Karlskrona. Wat er met de Stena Baltica en Finnarrow (de oude schepen op de route Gdynia-Karlskrona) gebeurde, is niet bekend.
Stena Line werkt in Engeland commercieel samen met het spoorbedrijf Greater Anglia voor de treinverbinding tussen station Harwich International en station London Liverpool Street, en gerelateerde stations, door een gecombineerd trein+veerboot tarief aan te bieden.
De opheffing van de Hoekse Lijn en overname daarvan door de RET maakte een eind aan eenzelfde samenwerking met de Nederlandse Spoorwegen voor de verbinding Hoek van Holland en stations in Nederland.
Hoek van Holland - Killingholme

Sinds oktober 2000 exploiteert Stena Line een vrachtveerdienst tussen Hoek van Holland en Killingholme, aan de zuidzijde van de Humber. Voor deze dienst werd voor 200 miljoen euro geïnvesteerd in twee nieuwe veerboten. De Stena Trader werd op 12 augustus 2006 in de vaart gebracht en het tweede schip, de Stena Traveller, in mei 2007. In 2010 zijn beide schepen verkocht. In 2011 zijn twee nieuwe schepen in de vaart genomen op deze route, in maart de Stena Transporter en in november de Stena Transit. De reisduur is 11 uur en per dag is er een afvaart.